# La Neuville-en-Tourne-à-Fuy
La Neuville-en-Tourne-à-Fuy is een gemeente in het Franse departement Ardennes in de regio Grand Est en maakt deel uit van het arrondissement Rethel. De gemeente telde 531 inwoners op 1 januari 2022.

## Geschiedenis
La Neuville-en-Tourne-à-Fuy maakte deel uit van het kanton Juniville tot het op 22 maart 2015 werd opgeheven en de gemeente werd opgenomen in het kanton Château-Porcien.

## Geografie
De oppervlakte van La Neuville-en-Tourne-à-Fuy bedraagt 27,34 vierkante kilometer; Op 1 januari 2022 was de bevolkingsdichtheid 19,4 inwoners per km².
De onderstaande kaart toont de ligging van La Neuville-en-Tourne-à-Fuy met de belangrijkste infrastructuur en aangrenzende gemeenten.

## Demografie
Onderstaande figuur toont het verloop van het inwonertal.
Vanwege een beveiligingsprobleem met de MediaWiki Graph-software is het momenteel niet mogelijk deze grafiek weer te geven. Zodra de software is bijgewerkt zal de grafiek vanzelf weer zichtbaar worden.
Aire · Alincourt · Annelles · Asfeld · Aussonce · Avançon · Avaux · Balham · Banogne-Recouvrance · Bergnicourt · Bignicourt · Blanzy-la-Salonnaise · Brienne-sur-Aisne · Château-Porcien · Le Châtelet-sur-Retourne · Condé-lès-Herpy · L'Écaille · Écly · Gomont · Hannogne-Saint-Rémy · Hauteville · Herpy-l'Arlésienne · Houdilcourt · Inaumont · Juniville · Ménil-Annelles · Ménil-Lépinois · Neuflize · La Neuville-en-Tourne-à-Fuy · Perthes · Poilcourt-Sydney · Roizy · Saint-Fergeux · Saint-Germainmont · Saint-Loup-en-Champagne · Saint-Quentin-le-Petit · Saint-Remy-le-Petit · Sault-Saint-Remy · Seraincourt · Sévigny-Waleppe · Son · Tagnon · Taizy · Le Thour · Vieux-lès-Asfeld · Villers-devant-le-Thour · Ville-sur-Retourne